# Alchemilla arcuatiloba
Alchemilla arcuatiloba är en rosväxtart som beskrevs av Sergei Vasilievich Juzepczuk. Alchemilla arcuatiloba ingår i släktet daggkåpor, och familjen rosväxter. Inga underarter finns listade i Catalogue of Life.